# Радубізький
Радубізький (Радубезький, Радубіж, Радобеж) — струмок на північній Курщині, ліва притока Усожі.
Довжина струмка — 15 км. Витік знаходиться за 3 км на північний захід від села Подимівки, на північній околиці урочища Вовкова Діброва в Поповому ярку. Впадає за 41 км від гирла Усожі в Желєзногірському районі, на південний схід хутора Заріччя, навпроти села Верхнє Жданово. У верхній течії є природною межею між двома районами. У струмок впадають кілька невеликих безіменних струмків. На струмку знаходяться декілька ставків, найбільший з яких розташований недалеко від гирла, південніше хутора Заріччя. Ширина водоохоронної зони струмка становить 50 м вище мосту в селі Журавинка і 100 м нижче його за течією. До 1950-х років на струмку розташовувалося село Радубіж, нині розділене на кілька населених пунктів.
Уздовж Радубізького струмка розташовані наступні населені пункти (від витоку до гирла): Фатізький район: Подимівка, Пролетарівка;
Желєзногірський район: Основне, Сотникова, Понизівка, Толстівка, Трубіцин, Журавинка, Заріччя.

## Назва
Назва «Радубіж» подібно з найменуваннями деяких сусідніх географічних об'єктів, у тому числі гідронімів, також закінчуються на -іж: струмок Бутіж, річка Трубіж, місто Фатіж. Назви «Радобеж» (Радубіж, Радубеж) і «Радуч» (Веселка) розглядаються лінгвістом Ю. П. Чумаковою як похідні від антропоніма Радобуд, який зберігається в сербохорватській мові й мові корінного слов'янського населення Східної Німеччини (лужицькій) і сходить до основ рад- і буд- (від * byti або * buditi). Такі двочленні антропоніми (наприклад, Радогост, Милорад) виникли ще в загальнослов'янску епоху, і тому їх відображення в топонімії є на всіх сучасних територіях, заселених слов'янами, що відзначається багатьма дослідниками.
Також відомо, що німецьке місто Баутцен неподалік чеського кордону раніше називалося Будишин, що тамтешніми слов'янськими говірками значило священне місце рідновірів (язичників). Корінь «будити» був пов'язаний з язичницькими священнодіяннями.